# Geroskípou
Geroskípou (en grec moderne : Γεροσκήπου) est une ville chypriote située dans la banlieue Est de Paphos, dans le Sud-Ouest de l’île. Avec près de 7 000 habitants, c'est la deuxième ville du district de Paphos. Cette ville est connue pour ses loukoums.

## Patrimoine
- Kato Vrisi
- Alevromilos
- Platzeri
- Asprogi
- Cimetières hellénistiques de Katameni et Haskas
- Sanctuaire d’Apollon Ilatis
- Chapelle de Saint Georges
- Agii Pente (Les Cinq Saints)
- Agía Paraskeví, l'église aux cinq dômes
- Chapelle d’Agia Marina
- Musée des Arts et Traditions

## Jumelage
La ville de Geroskípou est jumelée avec :
- Fouras (France) ;

## Personnalités liées à la communauté
- Níkos Khristodoulídis (1973-), homme d'État chypriote.

## Liens
Agía Paraskeví (Grèce)